# Ilyas Abu Shabaka
Ilyas Abu Shabaka, född 3 maj 1903 och död 27 januari 1947, var en libanesisk-amerikansk poet, översättare och kritiker.
Abu Shabaka tillhörde den första generationen av de så kallade arabiska emigrantlitteraturen "adab al-mahjar". Hans poesi präglas av stark sensualism och romantik. Bland hans främsta verk märks Afai al-Firdaws ('Paradisets ormar', 1938), Ila al-abad ('För evigt', 1945) och Ghalwa (1945).